# テイラー郡区 (アイオワ州アラマキー郡)
テイラー郡区は、アメリカ合衆国、アイオワ州アラマキー郡にある18の郡区の一つである。2000年の国勢調査で、人口は618人だった。

## 地理
テイラー郡区は、128.9平方キロメートル（49.75平方マイル）で、ハーパーズ・フェリーを含んでいる。アメリカ地質調査所によると、この郡区には、ハーパーズ・フェリーにある1つの霊園が含まれている。